# Lijst van Filmmuziek Top 50 in 2021
Dit is een lijst van Filmmuziek Top 50 die werd uitgezonden op 5 maart 2021 op NPO Radio 4.
| Pos. | Componist                                | Filmtitel                                                             |
| ---- | ---------------------------------------- | --------------------------------------------------------------------- |
| 1    | Ennio Morricone                          | Once Upon a Time in the West                                          |
| 2    | John Williams                            | Schindler's List                                                      |
| 3    | Hans Zimmer & Klaus Badelt               | Pirates of the Caribbean                                              |
| 4    | Howard Shore                             | Lord of the Rings                                                     |
| 5    | John Williams                            | Star Wars Episode: I t/m IX                                           |
| 6    | Rogier van Otterloo                      | Soldaat van Oranje                                                    |
| 7    | Ennio Morricone                          | The Good, the Bad and the Ugly                                        |
| 8    | John Williams                            | Harry Potter 1 t/m 3                                                  |
| 9    | Vangelis                                 | 1492: Conquest of Paradise                                            |
| 10   | Nino Rota                                | The Godfather                                                         |
| 11   | Yann Tiersen                             | Le Fabuleux Destin d'Amélie Poulain                                   |
| 12   | Ludovico Einaudi                         | Intouchables                                                          |
| 13   | Hans Zimmer                              | Gladiator                                                             |
| 14   | John Williams                            | Jurassic Park                                                         |
| 15   | Leonard Bernstein                        | West Side Story                                                       |
| 16   | John Williams                            | Indiana Jones                                                         |
| 17   | Wolfgang Amadeus Mozart                  | Amadeus (Requiem)                                                     |
| 18   | Hans Zimmer                              | Inception                                                             |
| 19   | Hans Zimmer                              | The Lion King                                                         |
| 20   | Rogier van Otterloo                      | Turks fruit                                                           |
| 21   | Hans Zimmer                              | Interstellar                                                          |
| 22   | Ennio Morricone                          | The Mission                                                           |
| 23   | John Barry                               | Dances with Wolves                                                    |
| 24   | John Barry & Wolfgang Amadeus Mozart     | Out of Africa (o.a. Concerto for Clarinet and Orchestra in A (K.622)) |
| 25   | Mike Oldfield                            | The Exorcist (Tubular Bells)                                          |
| 26   | Ennio Morricone                          | Once upon a time in America                                           |
| 27   | Richard Rodgers                          | The Sound of Music                                                    |
| 28   | Howard Shore                             | The Hobbit                                                            |
| 29   | Ramin Djawadi                            | Game of Thrones (serie)                                               |
| 30   | Henry Mancini                            | Pink Panther                                                          |
| 31   | Hans Zimmer                              | The Da Vinci Code                                                     |
| 32   | Philip Glass                             | The Hours                                                             |
| 33   | Aram Chatsjatoerjan                      | The Onedin Line (serie – Spartacus)                                   |
| 34   | Alexandre Desplat & Ludwig van Beethoven | The King's Speech (o.a. Symphony No. 7)                               |
| 35   | George Gershwin                          | Porgy and Bess                                                        |
| 36   | Michael Nyman                            | The Piano                                                             |
| 37   | James Horner                             | Titanic                                                               |
| 38   | Richard Strauss                          | 2001: A Space Odyssey (Also sprach Zarathustra)                       |
| 39   | John Williams                            | E.T. the Extra-Terrestrial                                            |
| 40   | Gustav Mahler                            | Death in Venice (Main Title: Adagietto from Symphony No.5)            |
| 41   | Michael Kamen                            | Band of Brothers (serie)                                              |
| 42   | Richard Wagner                           | Apocalypse Now (The Ride of the Valkyries)                            |
| 43   | Philip Glass                             | Koyaanisqatsi                                                         |
| 44   | John Williams                            | Saving Private Ryan                                                   |
| 45   | Samuel Barber                            | Platoon (The Village: Adagio for Strings)                             |
| 46   | Alan Silvestri                           | Forrest Gump                                                          |
| 47   | John Williams                            | Jaws                                                                  |
| 48   | Michel Legrand & Francis Lai             | Les Uns et les Autres                                                 |
| 49   | Hans Zimmer                              | The Dark Knight Rises                                                 |
| 50   | Monty Norman                             | Dr. No                                                                |

## Top 3 componisten
De componisten met de meeste noteringen:
| Componist       | Aantal |
| --------------- | ------ |
| John Williams   | 8      |
| Hans Zimmer     | 7      |
| Ennio Morricone | 4      |

2016 ·
2017 ·
2018 ·
2019 ·
2020 ·
2021 ·
2022 ·
2023 ·
2024 ·
2025